# Pipi

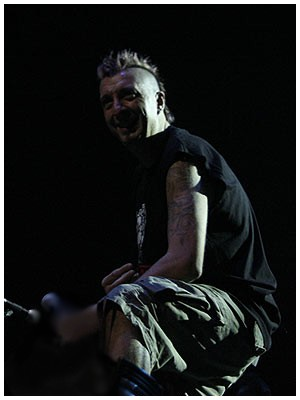
Pipi podczas koncertu

Pipi (właściwie Ricardo Degaldo de la Obra) (ur. 15 listopada 1971 w Madrycie) – hiszpański wokalista skapunkowy.
W latach 1996–2005 drugi wokalista anarchizującego hiszpańskiego zespołu Ska-P. W trakcie rozpadu zespołu założył nową grupę The Locos, z którą wydał pierwszy album w 2006 roku. Wrócił do Ska-P w 2008 roku, gdy zespół zebrał się ponownie. W 2011 roku ponowne zawirowania starym zespole spowodowały, że wrócił do The Locos i miał z nimi wydać trzecią płytę.

## Dyskografia

### Ze Ska-P
- 1996 El vals del obrero
- 1998 Eurosis
- 2000 Planeta Eskoria
- 2002 Que corra la voz
- 2003 Incontrolable
- 2008 Lágrimas y Gozos

### Z The Locos
- 2006 Jaula de Grillos
- 2008 Energía inagotable